# Quyền Anh tại Đại hội Thể thao Đông Nam Á 2001
Quyền Anh tại Đại hội Thể thao Đông Nam Á năm 2001 diễn ra tại Paroi Centre Club Sports Centre, Negeri Sembilan, Malaysia, từ ngày 9 đến ngày 16 tháng 9 năm 2001. Môn thi đấu này này chỉ có nội dung nam, với 12 hạng cân tiêu chuẩn từ dưới 45 kg đến 81 kg, áp dụng thể thức đấu loại trực tiếp, mỗi trận thắng sẽ vào vòng kế tiếp, từ đó xác định người chiến thắng. Đoàn thể thao Thái Lan giành vị trí nhất toàn đoàn với 7 huy chương vàng.

## Tóm tắt kết quả

### Nam
| Hạng cân                      | Vàng                             | Bạc                                | Đồng                               |
| ----------------------------- | -------------------------------- | ---------------------------------- | ---------------------------------- |
| Pin Weight (Dưới 45kg)        | Bonyx Saweho · Indonesia         | Kaeo Pongprayoon · Thái Lan        | Yan Lin Aung · Myanmar             |
| Pin Weight (Dưới 45kg)        | Bonyx Saweho · Indonesia         | Kaeo Pongprayoon · Thái Lan        | Zamzai Azizi Mohamad · Malaysia    |
| Light-Fly Weight (45-48kg)    | Suban Pannon · Thái Lan          | Sapok Biki · Malaysia              | Karel Muskanan · Indonesia         |
| Light-Fly Weight (45-48kg)    | Suban Pannon · Thái Lan          | Sapok Biki · Malaysia              | Kyaw Swar Aung · Myanmar           |
| Fly Weight (48-51kg)          | Somjit Jongjohor · Thái Lan      | Rakib Ahmad · Malaysia             | Roeung Sarath · Campuchia          |
| Fly Weight (48-51kg)          | Somjit Jongjohor · Thái Lan      | Rakib Ahmad · Malaysia             | Violito Payla · Philippines        |
| Bantam Weight (51-54kg)       | Sontaya Wongprates · Thái Lan    | Arlan S. Lerio · Philippines       | Aung Tun Lin · Myanmar             |
| Bantam Weight (51-54kg)       | Sontaya Wongprates · Thái Lan    | Arlan S. Lerio · Philippines       | Jaiwat Yamun · Malaysia            |
| Feather Weight (54-57kg)      | Suttisak Samaksaman · Thái Lan   | Ramil U. Zambales · Philippines    | Nay Zaw · Myanmar                  |
| Feather Weight (54-57kg)      | Suttisak Samaksaman · Thái Lan   | Ramil U. Zambales · Philippines    | Tanovanh Nilonedone · Lào          |
| Light Weight (57-60kg)        | Adnan Yusoh · Malaysia           | Somchai Nakbalee · Thái Lan        | Larry Semillano · Philippines      |
| Light Weight (57-60kg)        | Adnan Yusoh · Malaysia           | Somchai Nakbalee · Thái Lan        | Khounady Vilasak · Lào             |
| Light-Welter Weight (60-64kg) | Mohamad Zainudin Sidi · Malaysia | Pongsak Hrianthuanthong · Thái Lan | Oudone Khanxay · Lào               |
| Light-Welter Weight (60-64kg) | Mohamad Zainudin Sidi · Malaysia | Pongsak Hrianthuanthong · Thái Lan | Romeo T. Brin · Philippines        |
| Welter Weight (64-67kg)       | Manon Boonjumnong · Thái Lan     | Shuhairi Hussain · Malaysia        | Reques Feros · Indonesia           |
| Welter Weight (64-67kg)       | Manon Boonjumnong · Thái Lan     | Shuhairi Hussain · Malaysia        | Reynaldo L. Galido · Philippines   |
| Light-Middle Weight (67-71kg) | Dachapon Suwunnaliad · Thái Lan  | Hobkhob Somsanouk · Lào            | Joko Suryono · Indonesia           |
| Light-Middle Weight (67-71kg) | Dachapon Suwunnaliad · Thái Lan  | Hobkhob Somsanouk · Lào            | Rudy Hairy W. Mohd Yussof · Brunei |
| Middle Weight (71-75kg)       | Somchai Chimlum · Thái Lan       | Zamri Mustafa · Malaysia           | Htay Lwin · Myanmar                |
| Middle Weight (71-75kg)       | Somchai Chimlum · Thái Lan       | Zamri Mustafa · Malaysia           | Maximino Tabangcora · Philippines  |
| Light-Heavy Weight (75-81kg)  | Albert Papilaya · Indonesia      | Pornchai Thongburan · Thái Lan     | Tin Thein · Myanmar                |
| Light-Heavy Weight (75-81kg)  | Albert Papilaya · Indonesia      | Pornchai Thongburan · Thái Lan     | Che Andli Che Hashim · Malaysia    |

## Bảng huy chương
| Hạng               | Đoàn               | Vàng | Bạc | Đồng | Tổng số |
| ------------------ | ------------------ | ---- | --- | ---- | ------- |
| 1                  | Thái Lan (THA)     | 7    | 4   | 0    | 11      |
| 2                  | Malaysia (MAS)     | 2    | 4   | 3    | 9       |
| 3                  | Indonesia (INA)    | 2    | 0   | 3    | 5       |
| 4                  | Philippines (PHI)  | 0    | 2   | 5    | 7       |
| 5                  | Lào (LAO)          | 0    | 1   | 3    | 4       |
| 6                  | Myanmar (MYA)      | 0    | 0   | 6    | 6       |
| 7                  | Brunei (BRU)       | 0    | 0   | 1    | 1       |
| 7                  | Campuchia (CAM)    | 0    | 0   | 1    | 1       |
| Tổng số (8 đơn vị) | Tổng số (8 đơn vị) | 11   | 11  | 22   | 44      |